# Leeds (Wisconsin)
Leeds – miasto w Stanach Zjednoczonych, w stanie Wisconsin, w hrabstwie Columbia.